# São Gabriel (Rio Grande do Sul)
Pour les articles homonymes, voir São Gabriel.
São Gabriel est une ville brésilienne du Sud-Ouest de l'État du Rio Grande do Sul, faisant partie de la microrégion Campanha centrale et située à 322 km à l'ouest de Porto Alegre, capitale de l'État. Elle se situe à une latitude de 30° 53′ 39″ sud et à une longitude de 55° 32′ 11″ ouest, à une altitude de 114 mètres. Sa population était estimée à 57 978, pour une superficie de 5 020 km2.
Sur les terres de l'actuelle São Gabriel mourut assassiné Sepé Tiaraju, le chef guerrier légendaire de la résistance indigène dans l'État.

## Villes voisines
- Cacequi
- Dilermando de Aguiar
- Santa Maria
- São Sepé
- Vila Nova do Sul
- Santa Margarida do Sul
- Lavras do Sul
- Dom Pedrito
- Rosário do Sul